# Informationsdienst für lutherische Minderheitskirchen in Europa
Der Informationsdienst für lutherische Minderheitskirchen in Europa (IDL) war eine vom Lutherischen Weltbund mit Sitz in Budapest herausgegebene Zeitschrift. Das Blatt erschien von 1982 bis 1993 und informierte lutherische Minderheitskirchen in Europa.
Ab 1992 leitete zuletzt der Journalist Peter Becher den IDL.